# Советский (Удмуртия)
Советский — упразднённый в 2016 году починок в Кизнерском районе Удмуртской республики Российской Федерации. На момент упразднения входила в состав в состав   Саркузского сельского поселения. 

## География
Урочище находится в юго-западной части республики, в зоне хвойно-широколиственных лесов,  на расстоянии примерно 18 километров (по прямой) на северо-восток от посёлка Кизнер, административного центра района.

### Климат
Климат характеризуется как умеренно континентальный. Среднегодовая температура воздуха — 2,5 °С. Средняя температура воздуха самого тёплого месяца (июля) — 18,7 °C; самого холодного (января) — −14,2 °C. Среднегодовое количество атмосферных осадков составляет 400—450 мм, из которых до 300 мм выпадает в тёплый период.

## История
Был известен с 1926 года, когда здесь было учтено 17 хозяйств и 110 жителей (русских).  

## Население
| 2010 | 2012 | 2015 |
| ---- | ---- | ---- |
| 0    | →0   | →0   |

Постоянное население не было учтено как в 2002 году, так и в 2012 .

## Инфраструктура
Было личное подсобное хозяйство с зоной сельскохозяйственного использования, индивидуальная застройка усадебного типа.